# Crepidochares
Crepidochares é um gênero de mariposa pertencente à família Acrolophidae.